# Styles P
David Styles (født 26. november 1976) bedre kendt under sit kunstnernavn, Styles P, er en amerikansk rapper. Han er medlem af hiphop-gruppen The LOX og er også en del af hip hop-gruppen Ruff Ryders og har derudover udgivet flere mixtapes og albums som en rapper. Hans sang Good Times fra Albummet A Gangster and a Gentleman, var med i filmen Soul Plane fra 2004.

## Karriere
Styles P, er medlem af The LOX eller mere almindeligt D-Block og voksede op på gaderne i Yonkers, i New York og rapper sammen Jadakiss (Jayson Phillips) og Sheek Louch (Shawn Jacobs). I deres sene teenageår mødte trioen Mary J. Blige, der var så imponeret over deres hårde gade-eastcoast-sangtekster, at hun gav dem en stor chance ved at sætte deres demo i hænderne på Sean Combs. Diddy hyrede straks trioen til at skrive for Bad Boy Records. Med pladeselskabet, begyndte LOX hurtigt at samarbejde om hits med Diddy, Notorious B.I.G, Mary J. Blige og Mariah Carey, som gav dem øjeblikkelig berømmelse og status inden for hiphop og mainstream-hitlisterne.

## Diskografi

### Studioalbums
- 2002: A Gangster and a Gentleman
- 2006: Time is Money
- 2007: Super Gangster (Extraordinary Gentleman)
- 2011: Master of Ceremonies[1]

### Samarbejdsalbums
- 2010: The Green Ghost Project (med DJ Green Lantern)

### Mixtapes
- 2006: The Ghost That Sat By The Door
- 2007: Independence
- 2007: The Ghost Sessions
- 2008: Phantom Gangster Chronicles
- 2009: Phantom Empire
- 2010: The Ghost Dub-Dime

### Med The LOX
- 1998: Money, Power & Respect
- 2000: We Are The Streets
- 2011: New L.O.X. Order